# Elektroenergetyka
Elektroenergetyka – dział energetyki dotyczący wytwarzania, przesyłu, rozdziału i użytkowania energii elektrycznej. Jej głównym zadaniem jest zapewnienie ciągłego (niezawodnego) dopływu energii elektrycznej o odpowiedniej (wysokiej) jakości do odbiorcy.
Elektroenergetyka obejmuje m.in. następujące zagadnienia:
- wytwarzanie energii elektrycznej, źródła prądu, generatory elektryczne, elektrownie: konwencjonalne i niekonwencjonalne (korzystające z odnawialnych źródeł energii), mikroźródła (generacja rozproszona), bezstykowe źródła zasilania
- technika wysokich napięć
- linie napowietrzne i kablowe, stacje elektroenergetyczne (rozdzielnie, stacje transformatorowo-rozdzielcze i stacje transformatorowe), aparaty elektryczne, instalacje elektryczne
- zabezpieczenia przeciwzakłóceniowe: techniki przepięciowe, techniki odgromowe, jakość energii elektrycznej (zob. też elektroenergetyczna automatyka zabezpieczeniowa)
- sieci elektroenergetyczne w tym sieci inteligentne
- przesył danych liniami elektroenergetycznymi